# Istra (przystanek kolejowy)
Istra (ros. Истра) – przystanek kolejowy w miejscowości Istra, w rejonie istrińskim, w obwodzie moskiewskim, w Rosji. Położony jest na linii Moskwa – Siebież.